# Центральний банк Гвінейської Республіки
Центральний банк Гвінейської Республіки (фр. Banque centrale de la République de Guinée) — центральний банк Гвінеї.

## Історія
29 лютого 1960 року заснований Банк Гвінейської Республіки. 27 липня 1961 року банк перейменований в Центральний банк Гвінейської Республіки.